# دون غوردون
دون غوردون هو لاعب هوكي الجليد كندي، ولد في 17 أبريل 1948.

## وصلات خارجية
- دون غوردون على موقع EliteProspects.com (الإنجليزية)
- دون غوردون على موقع HockeyDB.com (الإنجليزية)
- دون غوردون على موقع Hockey-Reference.com (الإنجليزية)